# St. Abrunculus (Beßlich)

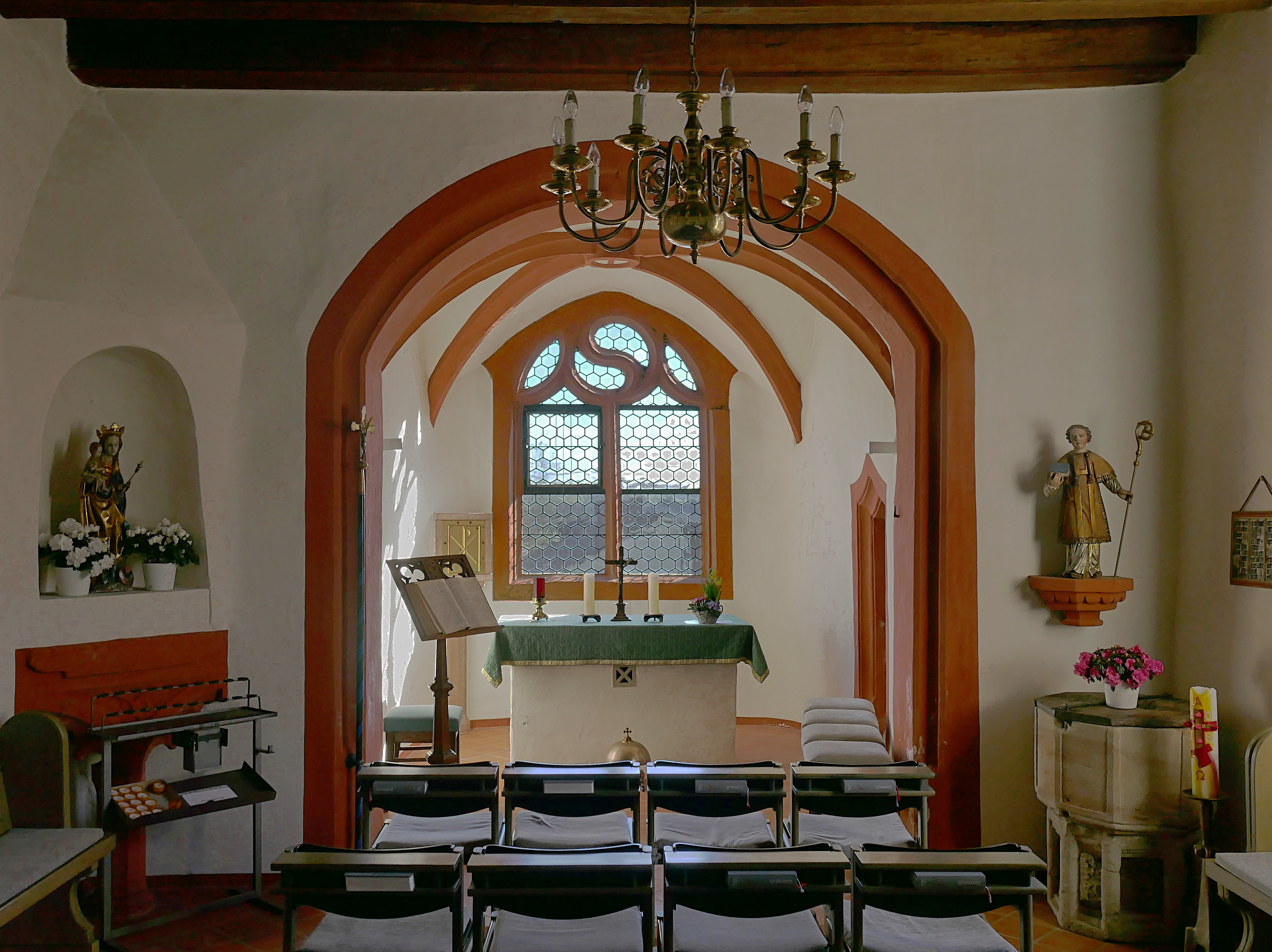
Innenraum

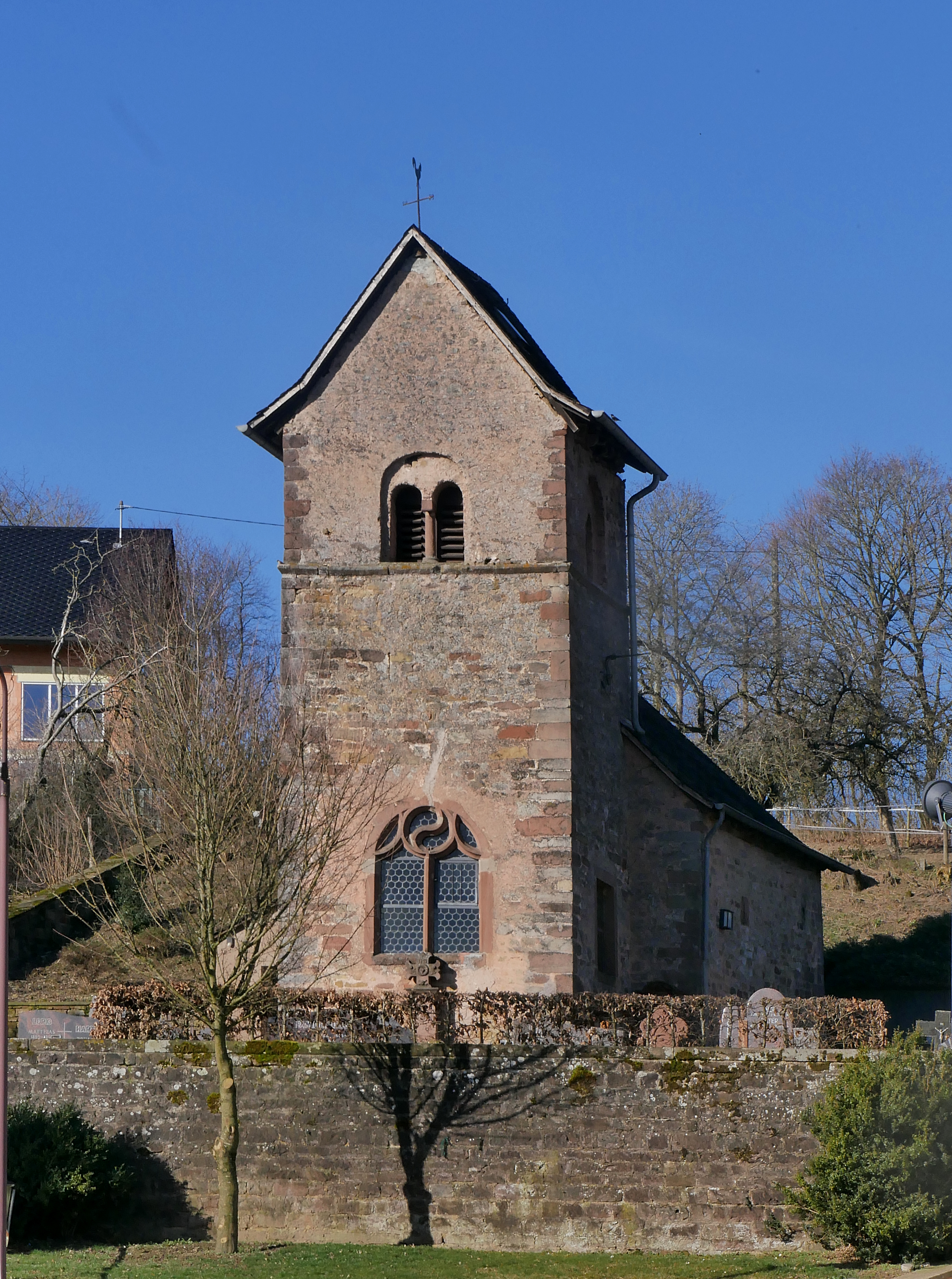
Von Süden

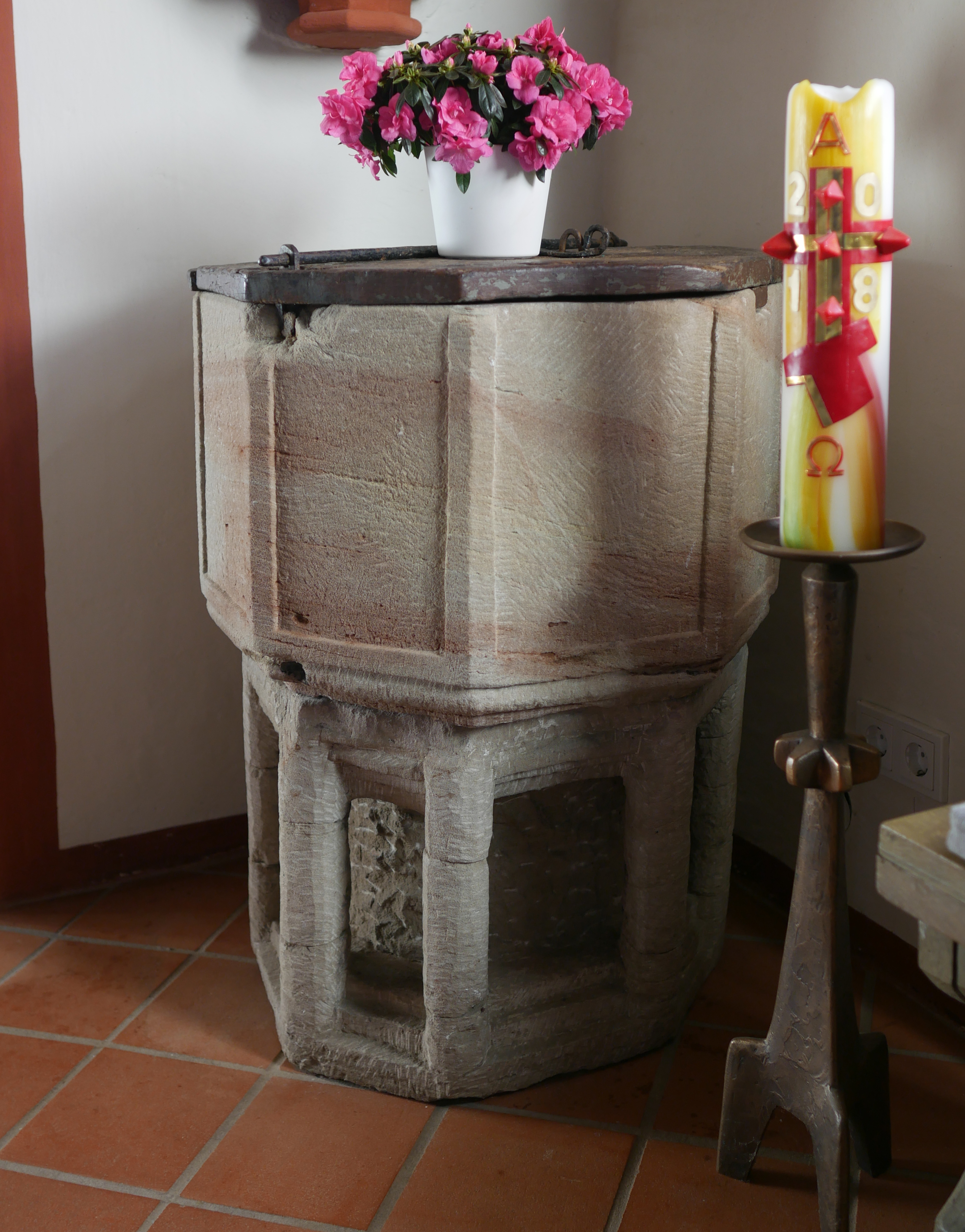
Taufstein

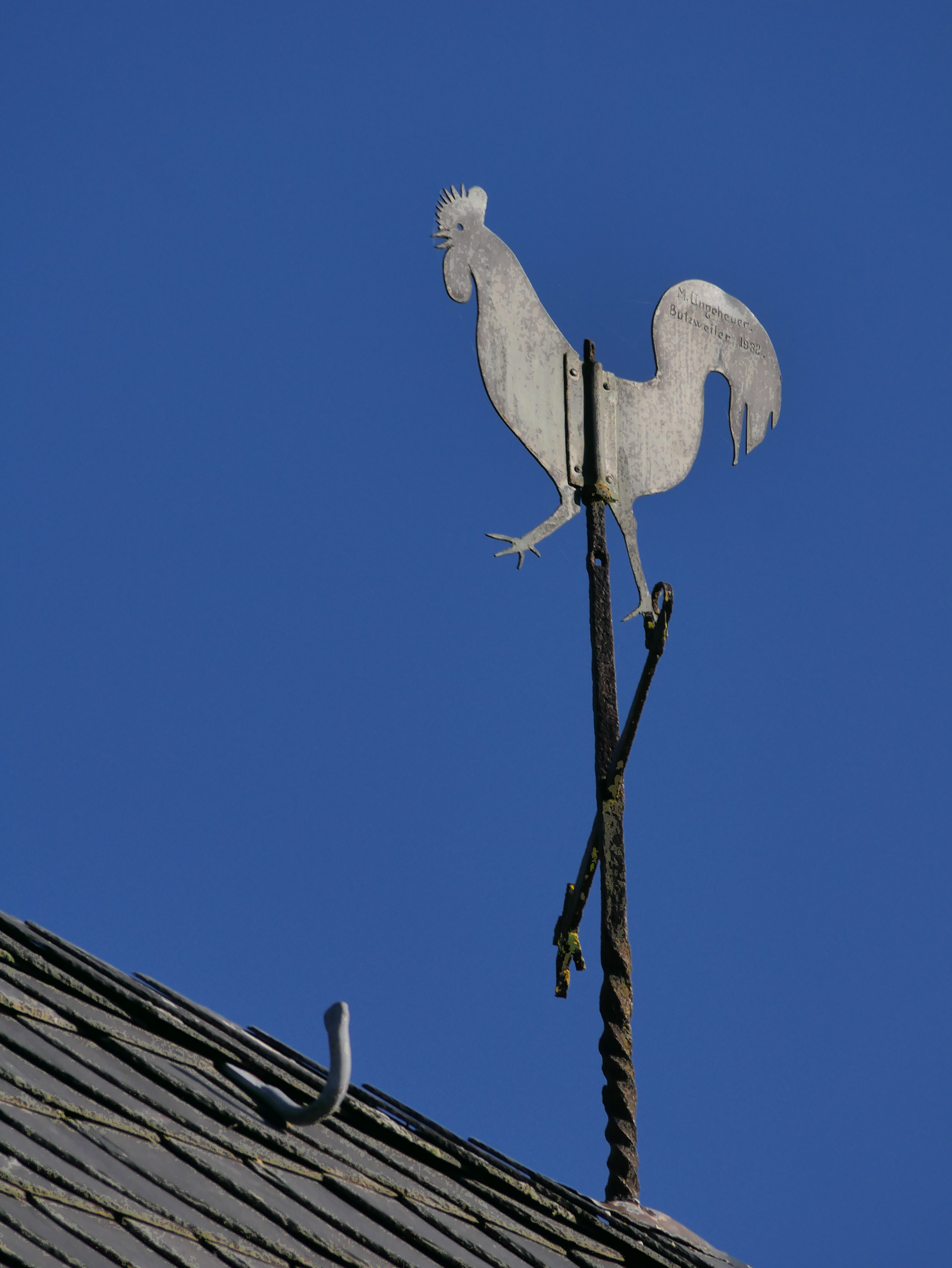
Kirchturmhahn

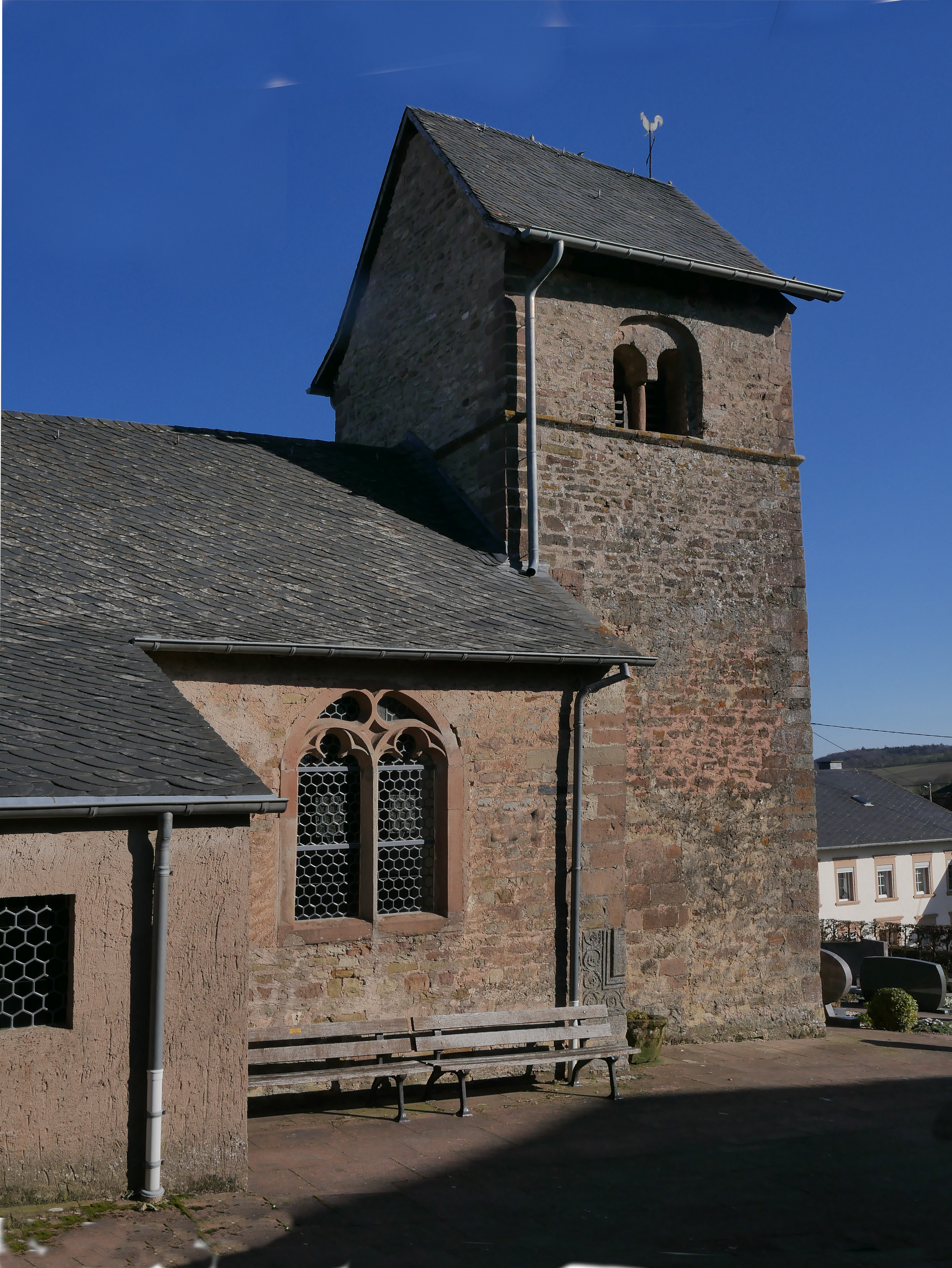
Von Westen

St. Abrunculus ist eine Kirche im Neweler Ortsteil Beßlich. Als eine von mehreren romanischen Kleinkirchen in der Südeifel hat die ehemalige Pfarrkirche einen hohen baugeschichtlichen Wert als Zeugnis einer romanischen Landkirche.

## Lage
Die dem Bischof und Heiligen Abrunculus geweihte romanische Chorturmkirche steht am nördlichen erhöhten Ortsrand von Beßlich mit einem dem Ort zugewandten Turm. Der im 12. Jahrhundert errichtete Baukörper ist nahezu unverändert erhalten.

## Geschichte
Abrunculus war nach 511 und bis 525/526 Bischof von Trier. Er dürfte zu den Geistlichen gehört haben, die Theuderich I. zur Auffrischung der überalterten Trierer Kirche aus der Auvergne heranzog. Beßlich erscheint im Zusammenhang der zu der 1433 zerstörten Kirche St. Viktor bei Trier als Besitz des Trierer Klosters St. Martin. Bedeutung erlangte Beßlich, als es 1339 aus seelsorgerischen Gründen Pfarrsitz wurde. Das in der Visitation von 1569 erstmals überlieferte seltene Patrozinum des hl. Trierer Bischofs Abrunculus deutet auf frühere Zusammenhänge zwischen der alten Pfarrkirche St. Viktor und dem Kloster St. Symphorian hin. Erzbischof Eberhard (1047–1066) ließ neben anderen Trierer Bischöfen die Gebeine des hl. Abrunculus von St. Symphorian nach St. Paulin übertragen.
An der romanischen Kirche des 12. Jahrhunderts wurden 1539 Bauarbeiten und 1688 eine Renovierung durchgeführt, ohne dass dabei der Baukörper verändert wurde. 1818 wurde das Portal an der südlichen Langhausseite zum heutigen Standort verlegt und 1976 mit einem Vorraum geschützt. Im selben Jahr wurde die Sakristei am Chorturm abgebrochen.

## Gebäude
In dem teilverputzten Bruchsteinbau sind Spolien eines römischen Grabmals eingemauert, darunter ein Eckstück mit Rankenwerk.
Der zweigeschossige Glockenturm besitzt ein Zwillingsschallfenster mit Rundbogenrahmung. Das Kirchenschiff schließt sich im Norden an den Turm an. Spätgotische Maßwerkfenster befinden sich an der Ostseite des Turms (von innen aus gesehen hinter dem Altar) und an der Südseite des Langhauses. An der Nordwand befindet sich ein vermauertes romanisches Schlitzfenster. Chor und Schiff waren ursprünglich flach gedeckt. Der Chor wurde wahrscheinlich 1688 eingewölbt. Heute hat das Schiff im Inneren eine dem Originalbestand angeglichene Balkendecke.

## Ausstattung
Bemerkenswert ist die spätgotische Altarkonsole. Der achteckige Taufstein ist ein zweigeteilter gotischer Sandsteinblock. An seinem Fuß ist eine Säulendarstellung herausgearbeitet. Er ist aufgrund der erhaltenen Bauerlaubnis aus dem Jahr 1339 auf dieses Jahr oder kurz danach datierbar.

## Umgebung
Auf dem die Kirche umschließenden Kirchhof sind drei Sandstein-Grabkreuze mit der Darstellung der Wundmale Christi und eines Totenkopfs sowie die vom Dorf heraufführende Treppe erwähnenswert. Nordöstlich der Kirche befindet sich ein denkmalgeschützter Streckhof im Kern aus dem 19. Jahrhundert.